# Ditopella vizeana
Ditopella vizeana är en svampart som beskrevs av Sacc. & Speg. 1881. Ditopella vizeana ingår i släktet Ditopella och familjen Gnomoniaceae.   Inga underarter finns listade i Catalogue of Life.